# Franquenée

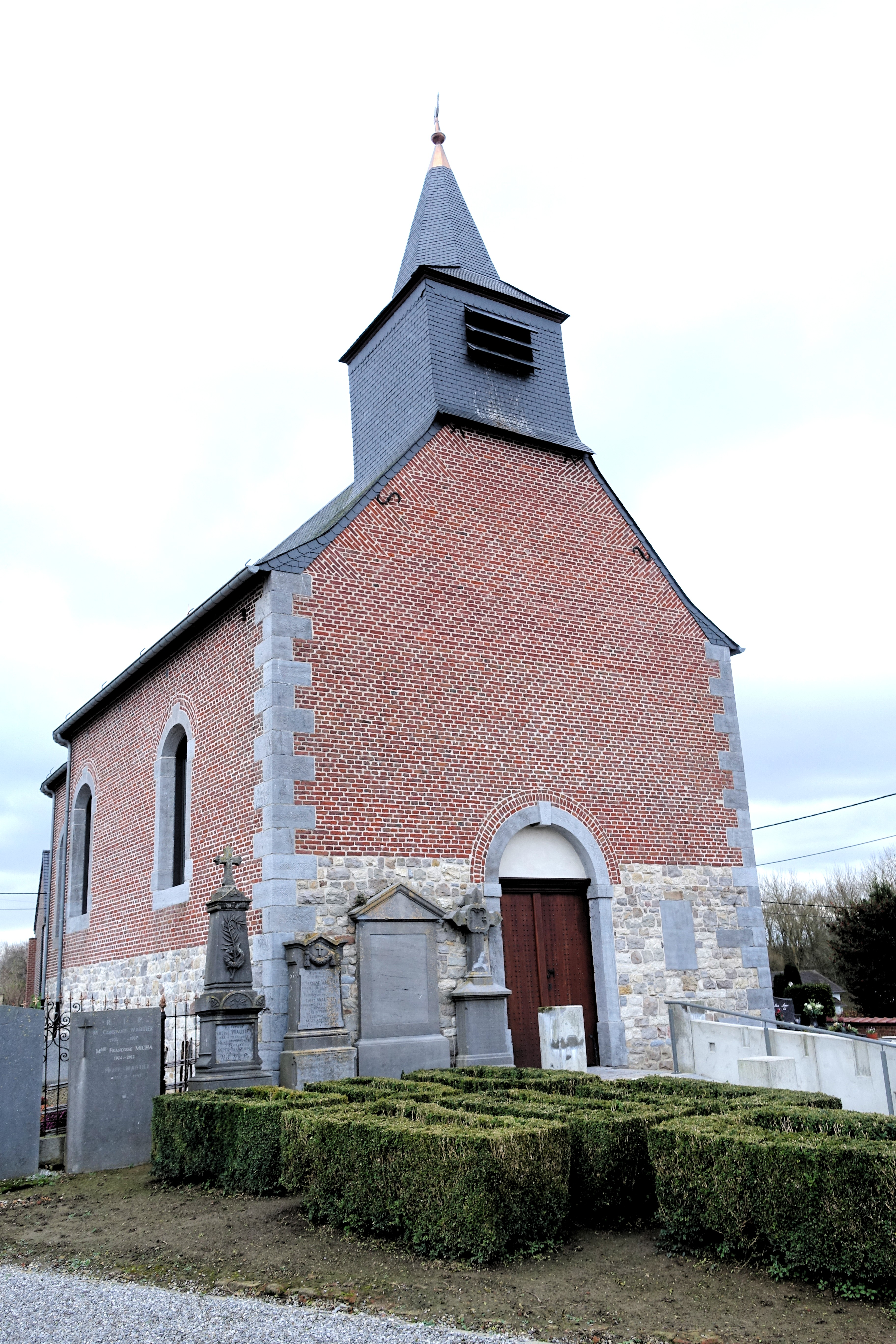
Sint-Pieterskapel

Franquenée is een dorp in de deelgemeente Taviers van de Naamse gemeente Éghezée.

## Bezienswaardigheden
- De Sint-Pieterskapel (Chapelle Saint-Pierre) is een classicistisch kerkgebouw uit de 2e helft van de 18e eeuw. Het kerkje was tot 1803 de parochiekerk en bezit grafstenen uit de 16e en 17e eeuw. De kapel werd in 1992 beschermd als monument.
- De Ferme de Franquenée is een grote vierkantshoeve uit de 17e en 18e eeuw en heeft een duiventoren aan de ingang.

## Natuur en landschap
Franquenée ligt aan de Mehaigne die in oostelijke richting stroomt. De hoogte aan de kapel bedraagt 141 meter boven zeeniveau.

## Nabijgelegen kernen
Taviers, Ramillies, Boneffe, Bolinne